# 27576 Denisespirou
27576 Denisespirou este un asteroid din centura principală de asteroizi.

## Descriere
27576 Denisespirou este un asteroid din centura principală de asteroizi. A fost descoperit pe 2 septembrie 2000 la Socorro, New Mexico, în cadrul proiectului LINEAR. Asteroidul prezintă o orbită caracterizată de o semiaxă mare de 2,94 ua, o excentricitate de 0,11 și o înclinație de 2,9° în raport cu ecliptica.